# Змішане збудження
Змі́шане збу́дження (компаундування, компаундне збудження) — збудження електричних машин, при якому магнітний потік автоматично регулюється в залежності від сили струму у якорі електричної машини.